# Élections législatives de 1993 en Tarn-et-Garonne
Les élections législatives françaises de 1993 se déroulent les 21 et 28 mars 1993. Dans le département de Tarn-et-Garonne, deux députés sont à élire dans le cadre de deux circonscriptions.

## Élus
| Circonscription | Député sortant                                  | Parti | Parti | Député élu ou réélu | Parti | Parti     |
| --------------- | ----------------------------------------------- | ----- | ----- | ------------------- | ----- | --------- |
| 1re             | Hubert Gouze                                    |       | PS    | Jean-Pierre Cave    |       | UDF (Rad) |
| 2e              | Jean-Paul Nunzi suppléant de Jean-Michel Baylet |       | MRG   | Jacques Briat       |       | UDF (PR)  |

## Positionnement des partis
Les candidats d'alliance RPR-UDF et divers droite se présentent sous la bannière de l'Union pour la France et ceux du Parti socialiste derrière l'Alliance des Français pour le Progrès. Par ailleurs, Les Verts et Génération écologie s'unissent sous l'étiquette Entente des écologistes.

## Résultats

### Résultats à l'échelle du département
| Parti          | Parti                                   | Premier tour | Premier tour | Second tour | Second tour | Sièges |
| Parti          | Parti                                   | Voix         | %            | Voix        | %           | Sièges |
| -------------- | --------------------------------------- | ------------ | ------------ | ----------- | ----------- | ------ |
|                | Union pour la démocratie française      | 25 664       | 24,77        | 61 129      | 57,00       | 2      |
|                | Rassemblement pour la République        | 11 379       | 10,98        | Retrait     | Retrait     | 0      |
|                | Divers droite                           | 5 906        | 5,70         |             |             | 0      |
|                | Union pour la France                    | 42 949       | 41,45        | 61 129      | 57,00       | 2      |
|                |                                         |              |              |             |             |        |
|                | Mouvement des radicaux de gauche        | 14 435       | 13,98        | 23 771      | 22,16       | 0      |
|                | Parti socialiste                        | 12 334       | 11,90        | 22 348      | 20,84       | 0      |
|                | Alliance des Français pour le progrès   | 26 769       | 25,84        | 46 119      | 43,00       | 0      |
|                |                                         |              |              |             |             |        |
|                | Génération écologie                     | 3 501        | 3,38         |             |             | 0      |
|                | Les Verts                               | 3 484        | 3,36         | 0           |             |        |
|                | Entente des écologistes                 | 6 985        | 6,74         |             |             | 0      |
|                |                                         |              |              |             |             |        |
|                | Front national                          | 12 403       | 11,97        |             |             | 0      |
|                | Parti communiste français               | 7 376        | 7,12         | 0           |             |        |
|                | Le Trèfle - Les nouveaux écologistes    | 3 112        | 3,00         | 0           |             |        |
|                | Extrême gauche dont LCR, LO, PT et SÉGA | 2 855        | 2,76         | 0           |             |        |
|                | Diversdont PLN                          | 1 159        | 1,12         | 0           |             |        |
|                |                                         |              |              |             |             |        |
| Inscrits       | Inscrits                                | 149 424      | 100,00       | 149 388     | 100,00      | 2      |
| Abstentions    | Abstentions                             | 38 632       | 25,85        | 33 921      | 22,71       |        |
| Votants        | Votants                                 | 110 792      | 74,15        | 115 467     | 77,29       |        |
| Blancs et nuls | Blancs et nuls                          | 7 184        | 6,48         | 8 219       | 7,12        |        |
| Exprimés       | Exprimés                                | 103 608      | 93,52        | 107 248     | 92,88       |        |

### Résultats par circonscription

#### Première circonscription (Montauban)
| Candidat       | Candidat             | Parti          | Premier tour | Premier tour | Second tour | Second tour |  |
| Candidat       | Candidat             | Parti          | Voix         | %            | Voix        | %           |  |
| -------------- | -------------------- | -------------- | ------------ | ------------ | ----------- | ----------- |  |
|                | Hubert Gouze sortant | PS (ADFP)      | 12 334       | 23,81        | 22 348      | 41,73       |  |
|                | Jean-Pierre Cave élu | UDF (Rad)      | 11 780       | 22,74        | 31 204      | 58,27       |  |
|                | Adrien de Santi      | RPR            | 11 379       | 21,97        | Retrait     | Retrait     |  |
|                | Irénée Castagne      | FN             | 5 840        | 11,27        |             |             |  |
|                | Éric Chailloux       | Les Verts (EÉ) | 3 484        | 6,73         |             |             |  |
|                | Joëlle Greder        | PCF            | 2 936        | 5,67         |             |             |  |
|                | Corinne Richard      | LT-LNÉ         | 1 380        | 2,66         |             |             |  |
|                | Jean-Paul Damaggio   | SÉGA           | 915          | 1,77         |             |             |  |
|                | Jean-Claude Espinosa | LO             | 826          | 1,59         |             |             |  |
|                | Freddy Cerezo        | Divers         | 660          | 1,27         |             |             |  |
|                | Michel Hussenot      | PLN            | 266          | 0,51         |             |             |  |
|                |                      |                |              |              |             |             |  |
| Inscrits       | Inscrits             | Inscrits       | 74 233       | 100,00       | 74 221      | 100,00      |  |
| Abstentions    | Abstentions          | Abstentions    | 19 134       | 25,78        | 16 828      | 22,67       |  |
| Votants        | Votants              | Votants        | 55 099       | 74,22        | 57 393      | 77,33       |  |
| Blancs et nuls | Blancs et nuls       | Blancs et nuls | 3 299        | 5,99         | 3 841       | 6,69        |  |
| Exprimés       | Exprimés             | Exprimés       | 51 800       | 94,01        | 53 552      | 93,31       |  |

#### Deuxième circonscription (Castelsarrasin - Moissac)
| Candidat       | Candidat                   | Parti          | Premier tour | Premier tour | Second tour | Second tour |  |
| Candidat       | Candidat                   | Parti          | Voix         | %            | Voix        | %           |  |
| -------------- | -------------------------- | -------------- | ------------ | ------------ | ----------- | ----------- |  |
|                | Jean-Michel Baylet sortant | MRG (ADFP)     | 14 435       | 27,86        | 23 771      | 44,27       |  |
|                | Jacques Briat élu          | UDF (PR)       | 13 884       | 26,8         | 29 925      | 55,73       |  |
|                | Évelyne Dutertre           | FN             | 6 563        | 12,67        |             |             |  |
|                | Robert Lagrèze             | Divers droite  | 5 906        | 11,4         |             |             |  |
|                | Michel Bertrand            | PCF            | 4 440        | 8,57         |             |             |  |
|                | Yann Guyomard              | GÉ (EÉ)        | 3 501        | 6,76         |             |             |  |
|                | Henri Rambert              | LT-LNÉ         | 1 732        | 3,34         |             |             |  |
|                | Gérard Laveron             | SÉGA           | 1 114        | 2,15         |             |             |  |
|                | Marino Rigoni              | PLN            | 233          | 0,45         |             |             |  |
|                |                            |                |              |              |             |             |  |
| Inscrits       | Inscrits                   | Inscrits       | 75 191       | 100,00       | 75 167      | 100,00      |  |
| Abstentions    | Abstentions                | Abstentions    | 19 498       | 25,93        | 17 093      | 22,74       |  |
| Votants        | Votants                    | Votants        | 55 693       | 74,07        | 58 074      | 77,26       |  |
| Blancs et nuls | Blancs et nuls             | Blancs et nuls | 3 885        | 6,98         | 4 378       | 7,54        |  |
| Exprimés       | Exprimés                   | Exprimés       | 51 808       | 93,02        | 53 696      | 92,46       |  |